# Tsaile
Tsaile é uma Região censo-designada localizada no estado americano de Arizona, no Condado de Apache.

## Demografia
Segundo o censo americano de 2000, a sua população era de 1078 habitantes.

## Geografia
De acordo com o United States Census Bureau tem uma área de
15,6 km², dos quais 15,6 km² cobertos por terra e 0,0 km² cobertos por água. Tsaile localiza-se a aproximadamente 2177 m acima do nível do mar.

## Localidades na vizinhança
O diagrama seguinte representa as localidades num raio de 40 km ao redor de Tsaile.